# Kolędzino (stacja kolejowa)
Koledzino (biał. Каледзіно, ros. Каледино) – stacja kolejowa w miejscowości Mołodeczno, w rejonie mołodeczańskim, w obwodzie mińskim, na Białorusi.
Nazwa pochodzi od wsi Kolędzino leżącej w pobliżu stacji.